# 강석희 (정치인)
강석희(Sukhee Kang, 1952년 9월 15일 ~ )는 2008년부터 2012년까지 한국계 미국인으로는 처음으로 캘리포니아주 어바인 시장직을 수행한 미국 민주당 소속 정치인이다. 대한민국 서울에서 태어나 고려대학교 농업경제학과를 나왔고, 1977년 미국으로 건너가 전자제품 판매 체인인 서킷 시티에서 일한 바 있다. 1992년 로스앤젤레스 폭동을 계기로 정계 입문을 결심, 2004년 어바인 시의원 선거에 나서 처음 당선됐고, 2006년 재선에 성공했다. 2008년 11월에는 어바인 시장에 당선되었으며, 2010년 11월에 재선되었다. 2012년에는 연방 하원 의원에 입후보했으나 낙선했다.

## 같이 보기
- 김창준

## 역대 선거 결과
| 선거명      | 직책명                           | 대수  | 정당   | 득표율   | 득표수    | 결과 | 당락               |
| ----------- | -------------------------------- | ----- | ------ | -------- | --------- | ---- | ------------------ |
| 2004년 선거 | 시의원 (어바인 제B선거구)        | -대   | 무소속 | 16.50%   | 24,642표  | 3위  | 낙선               |
| 2004년 선거 | 시의원 (어바인 제A선거구)        | -대   | 무소속 | 단독후보 | 무투표    | 1위  | 어바인 시의원 당선 |
| 2006년 선거 | 시의원 (어바인 제A선거구)        | -대   | 무소속 | 27.33%   | 20,984표  | 1위  | 어바인 시의원 당선 |
| 2008년 선거 | 어바인 시장                      | 대    | 무소속 | 52.04%   | 38,505표  | 1위  | 어바인 시장 당선   |
| 2010년 선거 | 어바인 시장                      | 대    | 무소속 | 64.12%   | 34,634표  | 1위  | 어바인 시장 당선   |
| 2012년 선거 | 하원의원 (캘리포니아 제45선거구) | 113대 | 민주당 | 41.54%   | 121,814표 | 2위  | 낙선               |